# Anna Maria Carpi
Anna Maria Carpi (Milano, 22 marzo 1939) è una germanista, traduttrice e scrittrice italiana.

## Biografia
Anna Maria Carpi è nata nel 1939 a Milano, da madre emiliana e padre di origine irlandese. Ha studiato lingue e letterature straniere alla Statale di Milano. Ha vissuto a più riprese a Bonn, a Berlino e a Mosca. Ha insegnato letteratura tedesca all' Università di Macerata (1968-80) e alla Ca' Foscari di Venezia (1980-2009) e dal 2001 insegna traduzione letteraria dal tedesco alla Statale di Milano. Vive a Milano. È autrice di un diario inedito di 15.000 pagine e di studi su Kleist, Mann, Handke e sulla poesia tedesca del '900. Nel 1993 ha vinto il Premio Nazionale Letterario Pisa per la Poesia. La traduzione di A metà partita di D. Grubein le ha meritato il Premio Monselice nel 2000. Per le sue traduzioni dalla poesia tedesca (Friedrich Nietzsche lirico, Benn, Paul Celan, Enzensberger, H.Mueller, Gruenbein, Krueger) ha avuto nel 2012 il Premio nazionale per la traduzione. Nel settembre 2015 ha ricevuto il Premio Città di Sant'Elpidio a mare,  per la miglior traduzione italiana della poesia straniera,  È membro delle giurie del Premio Monselice e del Premio internazionale Wuerth di Stoccarda e dal 2013 dell'Akademie der Sprache und der Dichtung di Darmstadt. Nel 2014 ha ricevuto il Premio Carducci alla carriera.

## Opere

### Poesia
- A morte Talleyrand, Udine, Campanotto, 1993
- Compagni corpi. Tutte le poesie 1992-2002, Milano, Scheiwiller, 2004
- E tu fra i due chi sei, Milano, Scheiwiller, 2007
- L'asso nella neve. Poesie 1990-2010, Massa, Transeuropa, 2011, (prima e seconda edizione)
- Quando avrò tempo. Poesie 2010-12, Massa, Transeuropa, 2013
- Entweder bin ich unsterblich, Monaco, Edition Lyrik Kabinett bei Hanser, 2015, traduzione di Piero Salabé, Postfazione di Durs Grünbein
- L'animato porto, Milano, La Vita Felice, 2015
- E io che intanto parlo. Poesie 1990-2015, Milano, Marcos y Marcos, 2016
- Né io né tu né voi, Milano, La Vita Felice, 2018
- Doroghie drughie, Pietroburgo, edizione Aleteija, 2018, traduzione di T.Stamova
- E non si sa a chi chiedere, Milano, Marcos y Marcos, 2020
- L'aria è una, Torino, Einaudi, 2022

### Romanzi
- Racconto di gioia e di nebbia, Milano, Il Saggiatore, 1995
- E sarai per sempre giovane, Torino, Bollati Boringhieri, 1996, (trad tedesca: Forever young, Rowohlt, Reinbek 1997)
- Il principe scarlatto, Milano, La Tartaruga, 2002
- Un inquieto batter d'ali. Vita di H.v.Kleist , Milano, Mondadori, 2005 ( *Kleist. Ein Leben, Berlino, Insel, 2011)
- Il mio nome era un altro. Due bambini dell'Est , Roma, Perrone, 2013

### Racconti
- Tagtraeume, in "Zukunft? Zukunft (6 autrici sul “futuro”)", Gehrke, Tuebingen, 2000
- Piccola Anna, Querini-Stampalia, Venezia 2007
- Uomini ultimo atto, Moretti & Vitali, Bergamo 2015

### Saggi
- Paul Celan, Poesia tedesca del '900, Torino, Einaudi, 1990 (sezione su)
- Heinrich von Kleist,  i romanzi ci hanno guastato la mente, in Il romanzo sentimentale, Pordenone, Studio Tesi, 1990.
- Heinrich von Kleist,  Signor von Kleist (studio biografico), in "L'Asino d'oro”, V, 10, 1994.
- Paul Celan,  il dado rotante, in La parola in udienza, Milano, CUEM, 2008
- Heinrich von Kleist,  L'età classico-romantica, Bari, Laterza 2009.